# Horaiclavidae
Famille
Les Horaiclavidae sont une famille de mollusques gastéropodes marins de l'ordre des Neogastropoda.

## Systématique
La famille des Horaiclavidae a été créée en 2011 par Philippe Bouchet, Yuri Izrailevich Kantor (d), Alexander V. Sysoev (d) et Nicolas Puillandre (d), avec pour genre type Horaiclavus Ōyama (d), 1954.

## Description
Ces espèces mesurent en général entre 5 et 25 mm et typiquement entre 7 et 15 mm. Cette famille est proche de celle des Pseudomelatomidae mais s'en différencie par des coquilles plus renflées et petites, un canal siphonal plus court et habituellement une structure en spirale moins développée.

## Liste des genres
Selon World Register of Marine Species (21 août 2021) :
- genre Anacithara Hedley, 1922
- genre Anguloclavus Shuto, 1983
- genre Aoteadrillia Powell, 1942
- genre Asperosculptura Ardovini, Poppe & Tagaro, 2021
- genre † Atoma Bellardi, 1875
- genre Austrocarina Laseron, 1954
- genre Austrodrillia Hedley, 1918
- genre † Boreodrillia Sorgenfrei, 1958
- genre Buchema Corea, 1934
- genre Carinapex Dall, 1924
- genre Ceritoturris Dall, 1924
- genre Darrylia Garcia, 2008
- genre Epideira Hedley, 1918
- genre Graciliclava Shuto, 1983
- genre Haedropleura Bucquoy, Dautzenberg & Dollfus, 1883
- genre Horaiclavus Oyama, 1954 - genre type
- genre Inkinga Kilburn, 1988
- genre Inodrillia Bartsch, 1943
- genre Iwaoa Kuroda, 1953
- genre Mauidrillia Powell, 1942
- genre Micropleurotoma Thiele, 1929
- genre Mirbatia Horro, Gori, Rosado & Rolán, 2021
- genre Naskia Sysoev & Ivanov, 1985
- genre Nquma Kilburn, 1988
- genre Paradrillia Makiyama, 1940
- genre Pseudexomilus Powell, 1944
- genre Psittacodrillia Kilburn, 1988
- genre Striatoguraleus Kilburn, 1994
- genre Vexitomina Powell, 1942

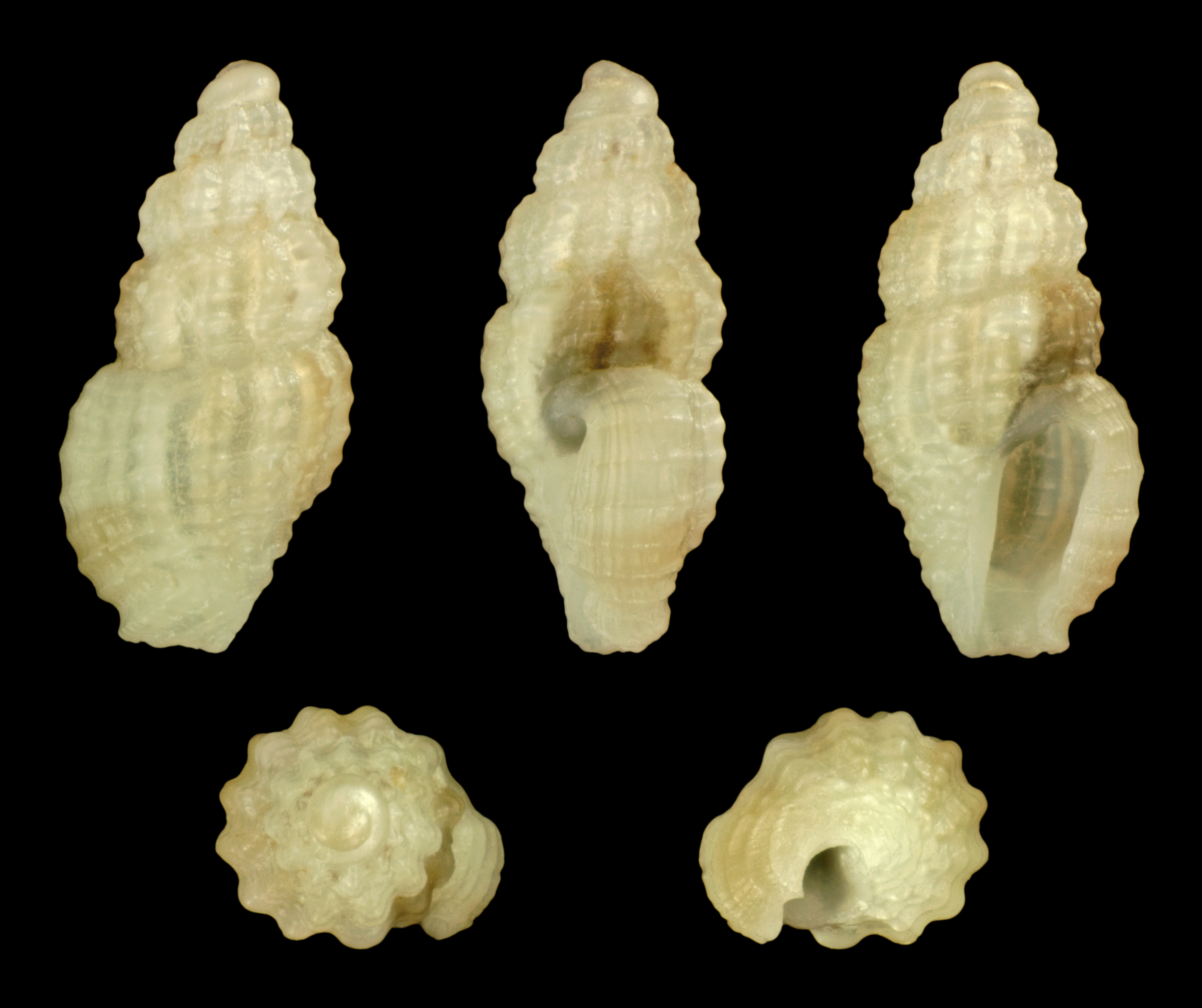
Asperosculptura exquisita
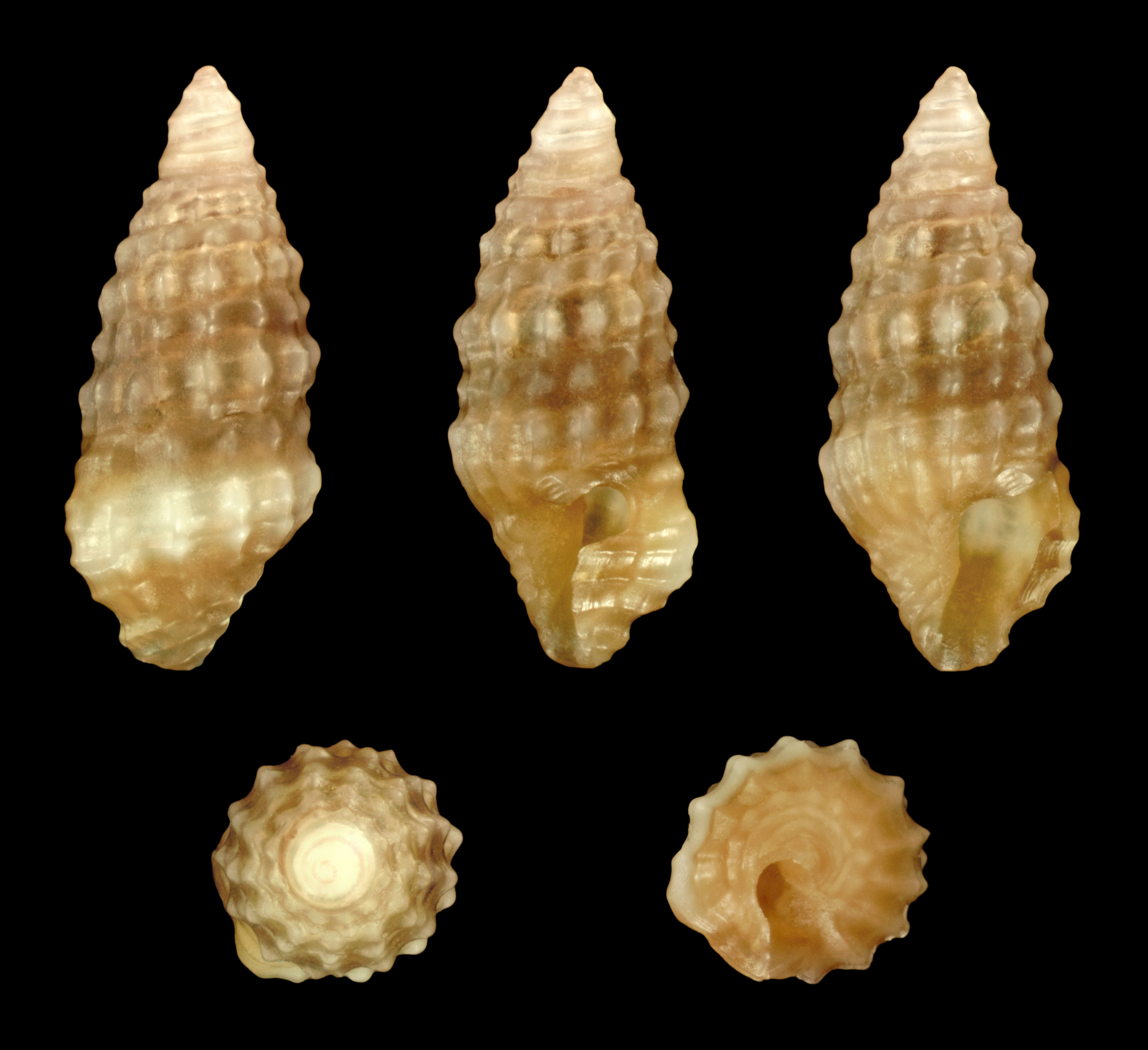
Carinapex minutissima
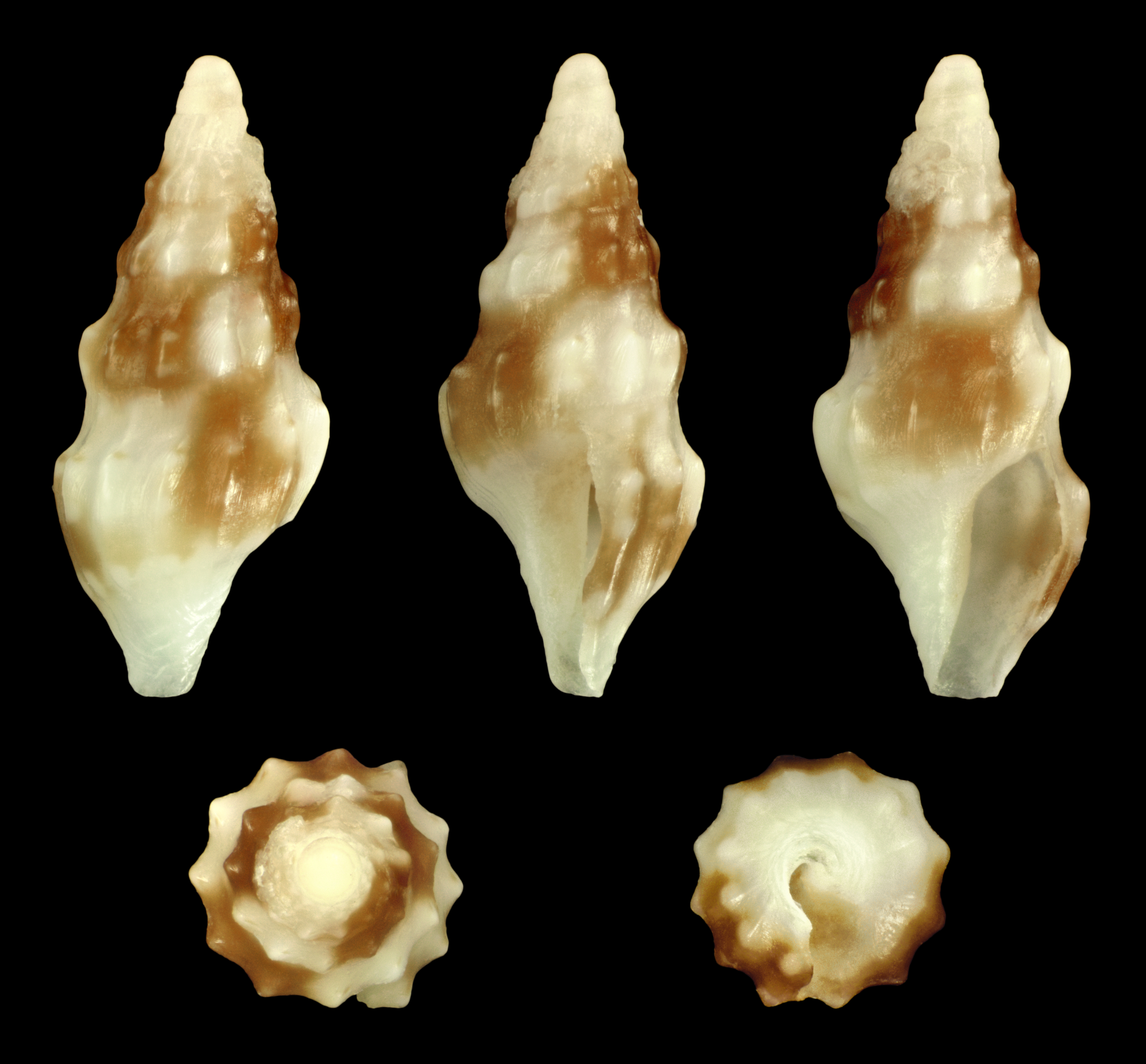
Horaiclavus splendidus

## Publication originale
- (en) P. Bouchet, Yu. I. Kantor, A. Sysoev et N. Puillandre, « A new operational classification of the Conoidea (Gastropoda) », Journal of Molluscan Studies, OUP et Malacological Society of London, vol. 77, no 3,‎ 26 juillet 2011, p. 273-308 (ISSN 0260-1230 et 1464-3766, DOI 10.1093/MOLLUS/EYR017, lire en ligne).